# カラチ都市交通公社
カラチ都市交通公社（カラチとしこうつうこうしゃ、ウルドゥー語: کراچی اربن ٹرانسپورٹ کارپوریشن 、英: Karachi Urban Transport Corporation (KUTC)）は、パキスタン・イスラム共和国のカラチ都市圏にある、道路交通や公共交通を計画・統合するための責任ある市営機関である。
当会社は、カラチ環状鉄道およびカラチBRTの建設、ならびに市内の公共交通をサポートしている複数の他プロジェクトを含む、その他の重要な主導権を握っている。

## 歴史
KUTCは、パキスタン証券取引委員会 (Securities & Exchange Commission of Pakistan (SECP)) にて、2008年5月8日に公開有限会社として登録された。
当会社の株を、パキスタン鉄道が60パーセント、シンド州政府が25パーセント、およびカラチ市区政府 (City District Government Karachi (CDGK)) が15パーセントを保有している。